# Kopasz murvafürt
A kopasz murvafürt (Bougainvillea glabra) a szegfűvirágúak (Caryophyllales) rendjébe, ezen belül a csodatölcsérfélék (Nyctaginaceae) családjába tartozó faj.

## Előfordulása
A kopasz murvafürt eredeti előfordulási területe Brazília északkeleti, keleti és déli részei, valamint Nicaragua.
Azonban a színes murvalevelei (bractea) miatt az ember egyik közkedvelt kerti dísznövényévé vált; így világszerte széthordta. Néhol az új területeken, ez a növényfaj vadonélő állományokat hozott létre; ilyen helyek: az Ascension-sziget, a Bahama-szigetek, Banglades, Bolívia, Brazília nyugati és középső térségei, Dominikai Köztársaság, Ecuador, Haiti, a Himalája keleti oldalai, Jamaica, a Juan Fernández-szigetek, Kamerun, Kuba, a Leeward-szigetek, a Mozambiki-csatorna-szigetek, Puerto Rico, Szél felőli szigetek, a Társaság-szigetek, Trinidad és Tobago, az Új-Zéland-i Északi-sziget és Venezuela szigetei.

## Képek

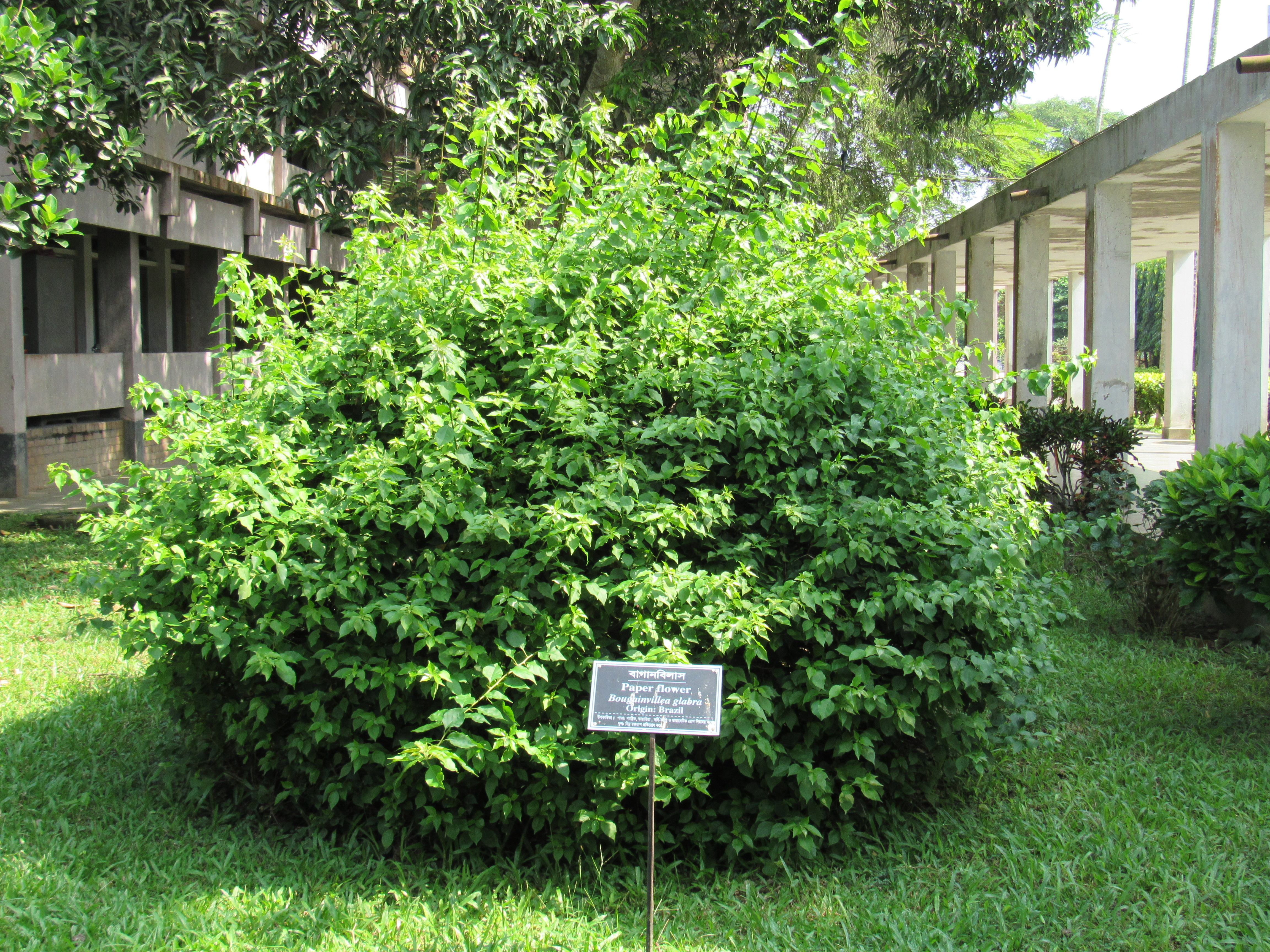
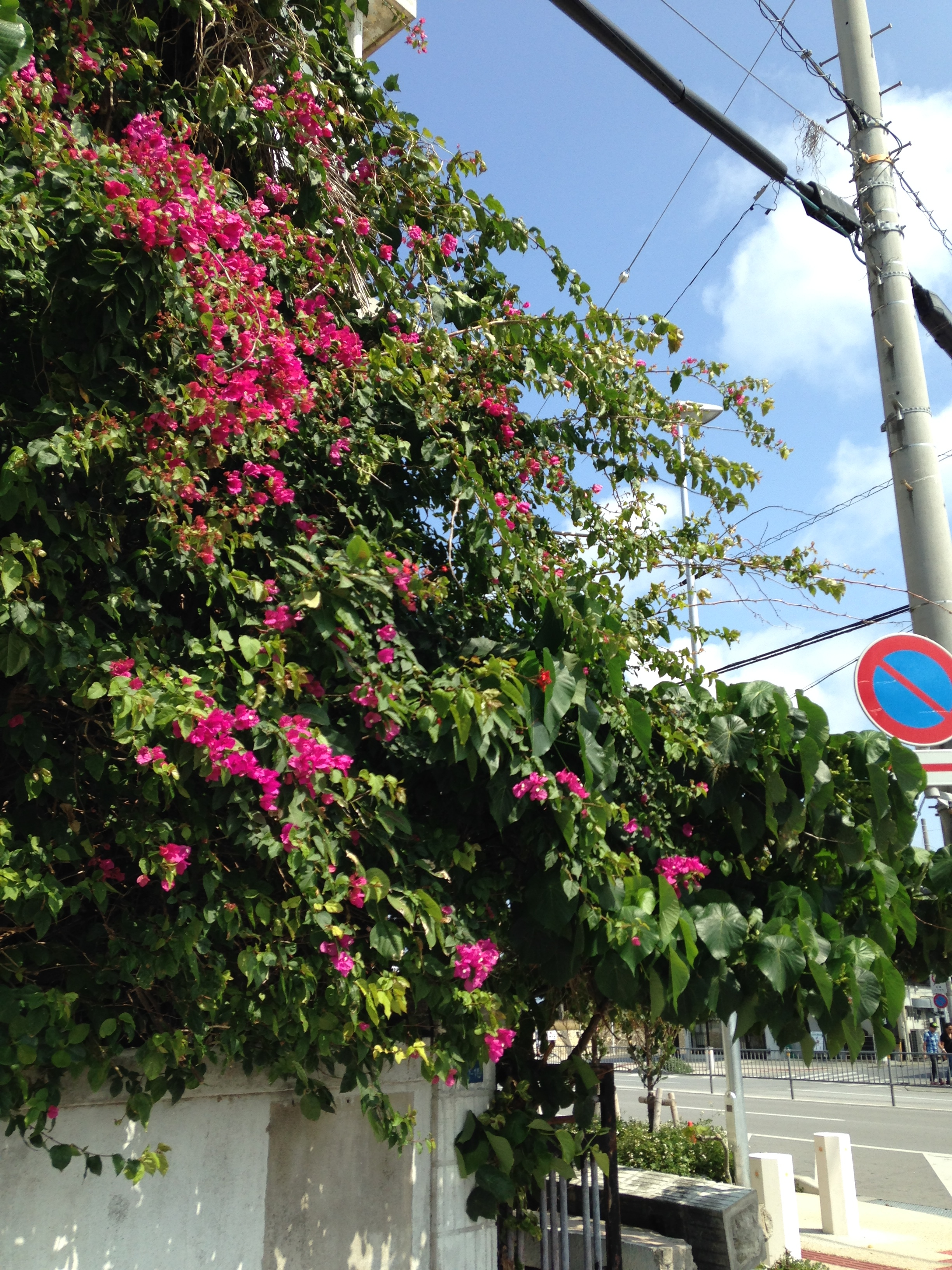
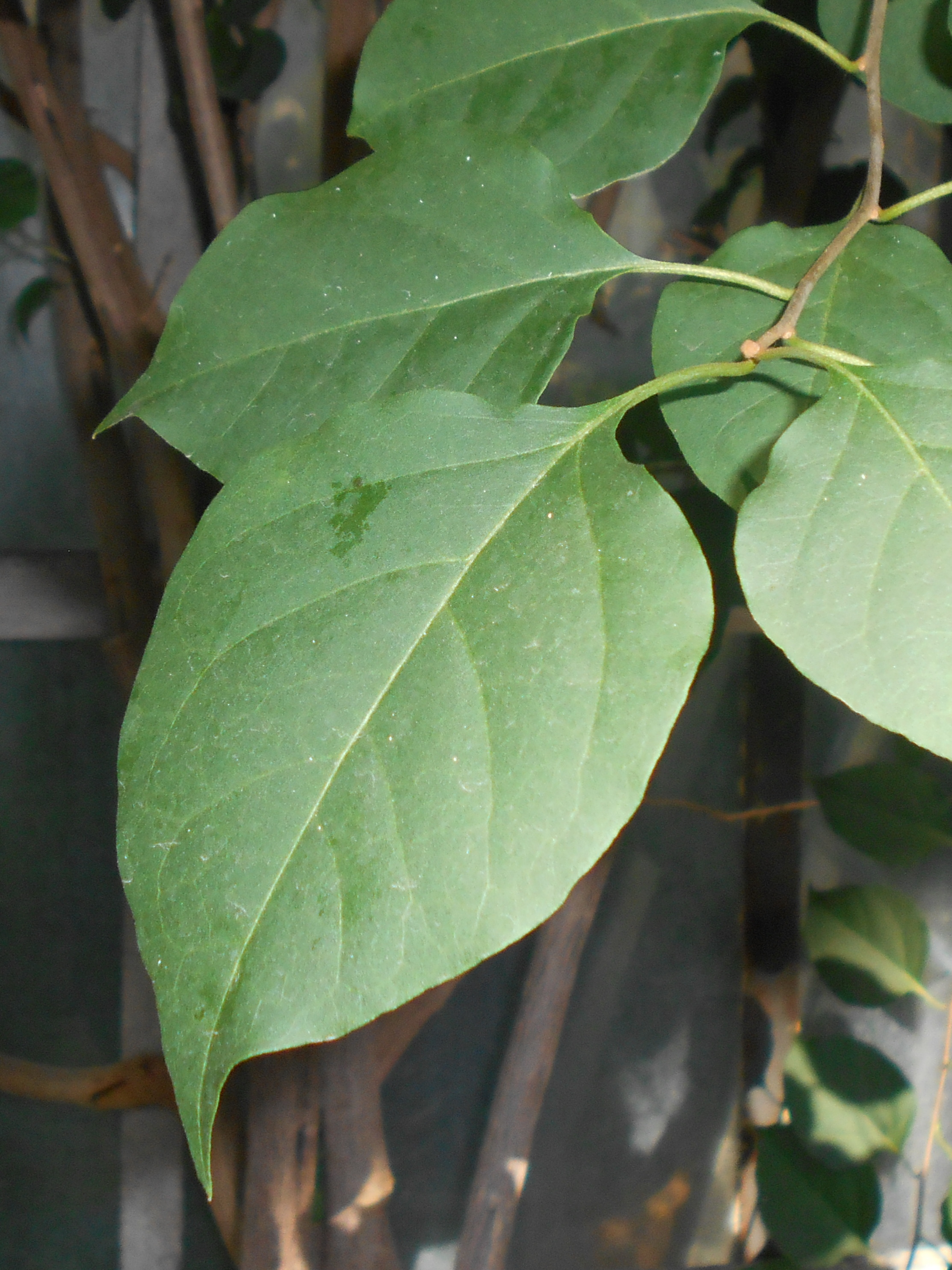
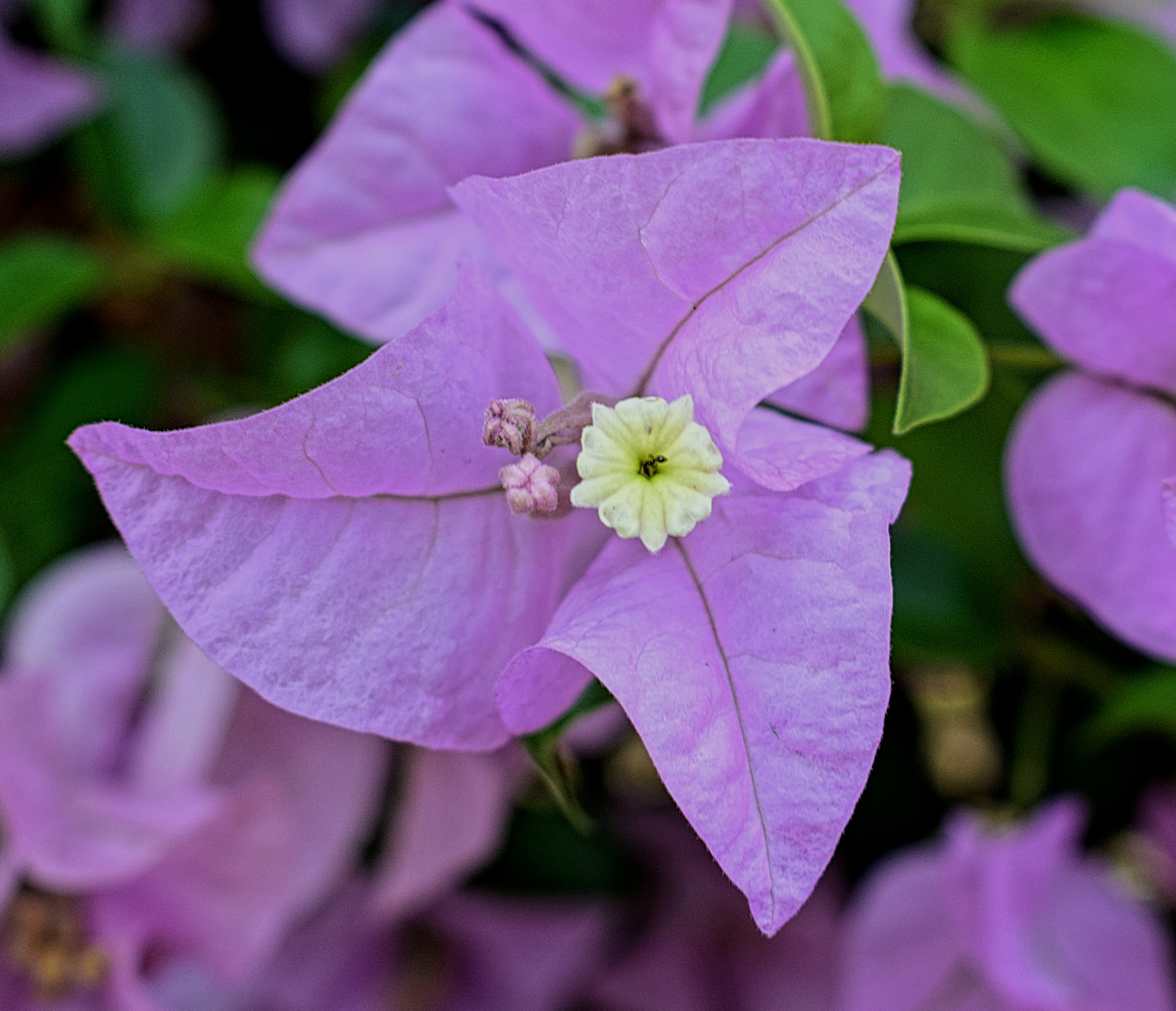
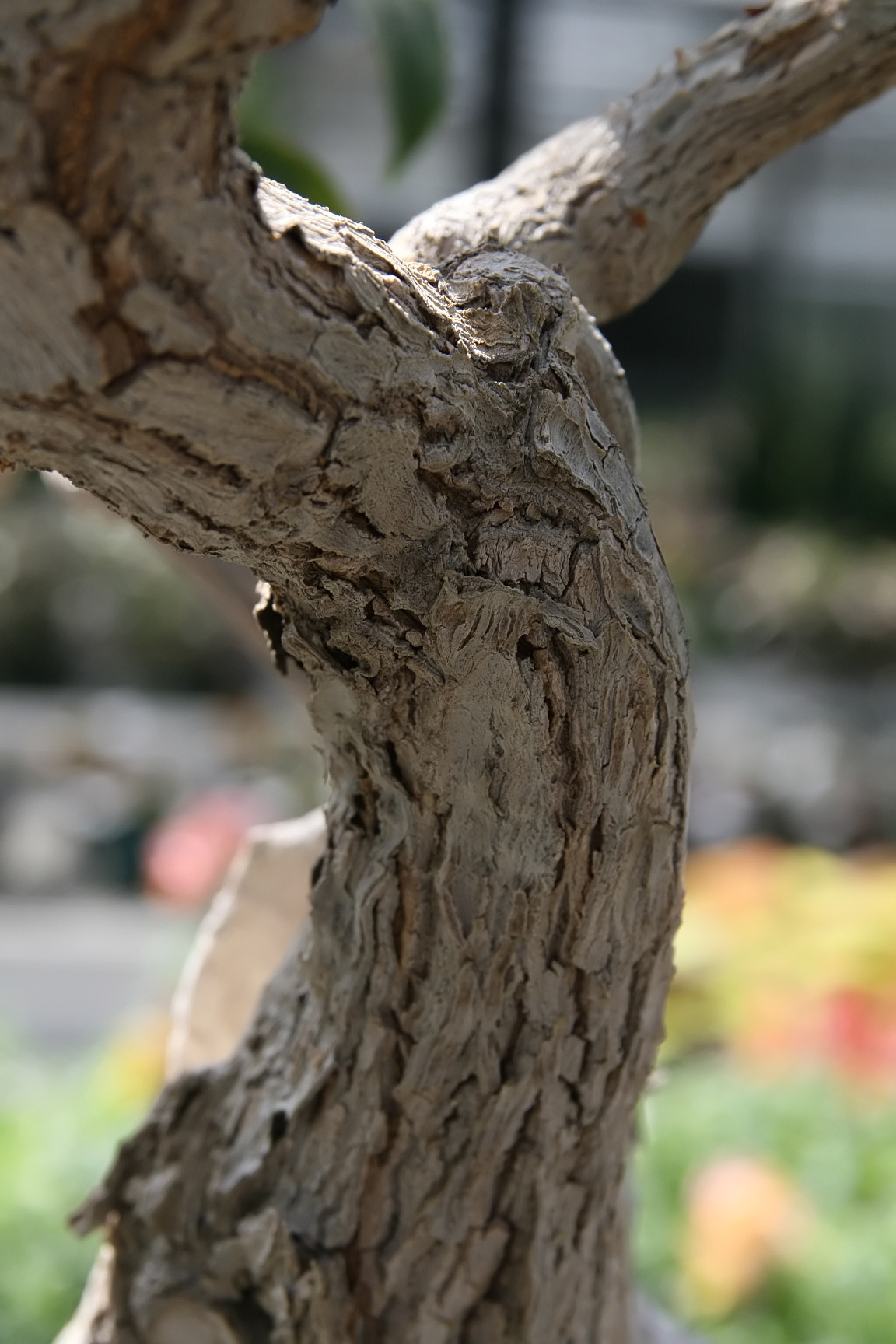

## Megjelenése
Örökzöld cserje, melynek tüskés szárai vannak. Általában 300-370 centiméter magasra nő meg, de akár 9 méter magas példányai is léteznek. A virágai kicsik, alig 0,4 centiméter átmérőjűek és fehérek, fürtökben nyílnak, a nagy és színes murvalevelek mellett alig észrevehetőek. A levelei sötétzöldek; alakban változatosak.